# Kukufeldia
Kukufeldia is een geslacht van plantenetende ornithischische dinosauriërs, behorend tot de groep van de Euornithopoda, dat tijdens het vroege Krijt leefde in het gebied van het huidige Engeland. De typesoort is Kukufeldia tilgatensis.

## Vondst en naamgeving
In 1848 beschreef Gideon Mantell een rechteronderkaak gevonden bij Cuckfield in West Sussex, en aan hem geschonken door kapitein Lambart Brickenden, als een specimen van Iguanodon anglicus. Die laatste soort was benoemd op basis van enkele tanden, specimen BMNH 2392, op dezelfde locatie gevonden. In 2010 concludeerden Andrew T. McDonald, Paul M. Barrett, and Sandra D. Chapman dat deze tanden niet-diagnostisch waren, dat Iguanodon anglicus daarom een nomen dubium was en dat er overigens geen enkele aantoonbaar verder verband bestond met de onderkaak. Daarom benoemden ze voor de laatste een aparte soort. De geslachtsnaam Kukufeldia verwijst naar Kukufeld ("Koekoeksveld") de naam in de elfde eeuw van Cuckfield. De soortaanduiding tilgatensis verwijst naar Tilgate, een plaatsje waarvan de naam in de negentiende eeuw ook gebruikt werd om de aardlagen mee aan te duiden.

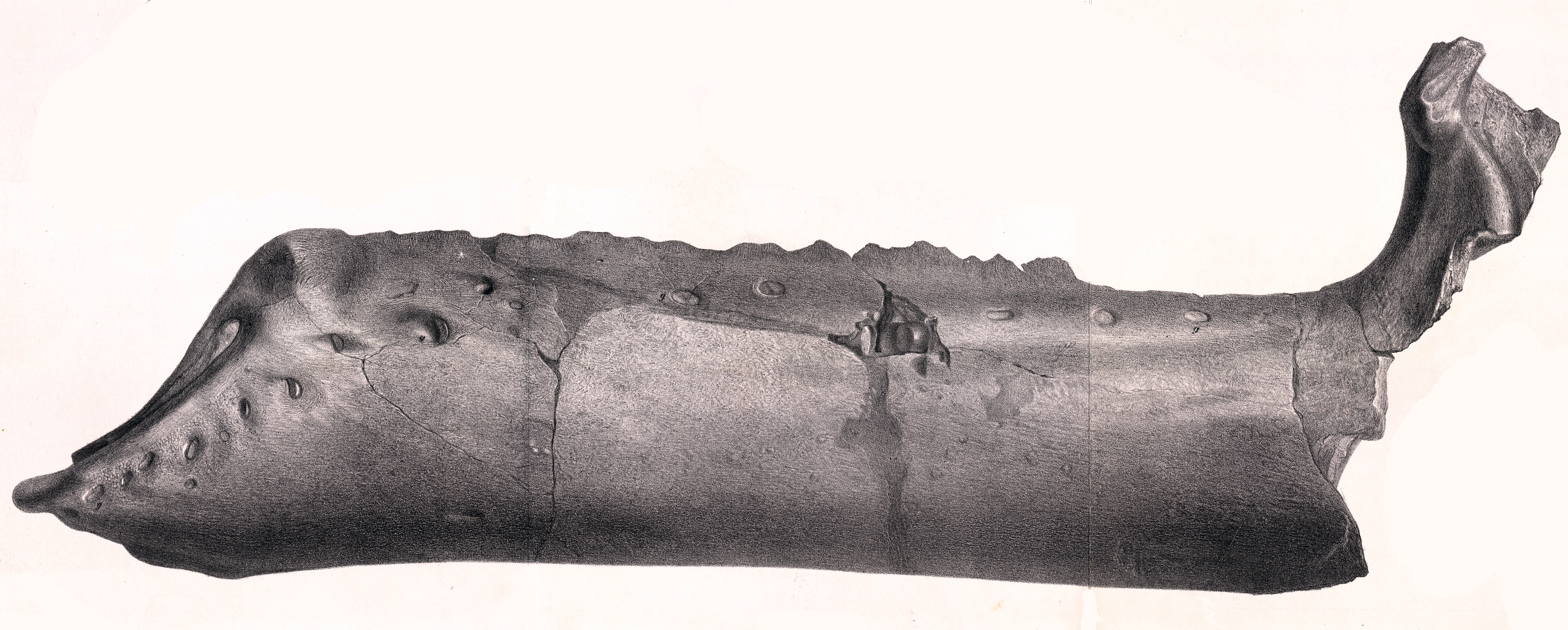
NHMUK 28660

Het holotype, NHMUK 28660, is gevonden in de Grinstead Clay Member van de Tunbridge Wells Sand-formatie die deel uitmaakt van de Wealden Group en dateert uit het Valanginien.

## Beschrijving
Het fossiel bestaat uit het 52 centimeter lange dentarium van de rechteronderkaak. Het bot lijkt in zijn combinatie van eigenschappen op geen enkele bekende soort. Het bezit een unieke afgeleide eigenschap, autapomorfie: het bezit van een rij openingen, foramina, die loopt van de onderkant van de symfyse, de plek waar de onderkaken met elkaar vergroeiden, naar de zijkant van het dentarium.

## Fylogenie
Volgens de beschrijvers is Kukufeldia binnen de ruimere Iguanodontia een lid van de klade Styracosterna.